# Robert Lebel (critique)
Pour les articles homonymes, voir Robert Lebel et Lebel.
Robert Lebel, né à Paris 11e le 5 janvier 1901 et mort le 28 février 1986 à Paris 7e, est un critique d'art français. Essayiste, poète, collectionneur, il écrivit entre autres le premier essai fondamental sur Marcel Duchamp, et demeura un proche du surréalisme.

## Biographie
Essayiste, romancier, historien d’art et collectionneur, Robert Lebel fut l’ami et le conseiller d’André Breton, le premier biographe de Marcel Duchamp, le proche de Max Ernst, de Jacques Lacan et de Claude Lévi-Strauss.
Exilé à New York pendant la Seconde Guerre mondiale, de 1940 à 1944, il y fréquenta assidûment tous les intellectuels ayant fui le vieux continent. Avec eux, il découvrit ensemble l’art amérindien, eskimo en particulier, alors très méconnu.
Lebel et son épouse Nina logeaient à Greenwich village, en voisins de Breton qui habitait au n°265 de la 11th West Street. Ce fut en compagnie de Max Ernst, Roberto Matta, Georges Duthuit et Claude Lévi-Strauss, qu'ils se retrouvaient à la boutique de l'antiquaire Julius Carlebach, située au no 943 de la Troisième Avenue, spécialisée dans l'art premier nord-américain. Parmi les autres "compagnons de l'exil", se trouvaient : André Masson, Yves Tanguy, Isabelle et Patrick Waldberg, rejoints par des artistes résidents depuis longtemps à New York comme Alexander Calder, Leonora Carrington, Marcel Duchamp, Wifredo Lam, Roberto Matta, Dorothea Tanning.
À son retour en France, il exerça le métier d’expert en tableaux anciens et collabora avec plusieurs études prestigieuses, dont celle de Maurice Rheims pour qui il signa de nombreux catalogues de vente.
En 1950, il lance avec Patrick Waldberg, Le Da Costa encyclopédique, une revue éphémère publiée chez Jean Aubier.
Devenu proche des surréalistes, Lebel exerce toutefois son talent critique dans d'autres directions, prenant soin de toujours conserver une véritable indépendance d'esprit. Dans sa préface à Chantage de la beauté, André Breton écrivait en 1955 : « Notre ami Robert Lebel a des yeux si clairs que le regard qu'il promène par les avenues de l'art est comme la lanterne de Diogène. [...] C'étaient Lichtenberg et Laclos cheminant à petites étapes par le trottoir droit de la rue Royale, en direction de la Concorde. » Dans ce petit mais cinglant essai sur la peinture, Robert Lebel résume en quelque sorte sa position esthétique, selon laquelle l'art, comme les interrogations de l'artiste ne se séparent pas d'une conduite dans la vie, et finalement « l'artiste est un homme qui réalise plastiquement l'attitude qu'en fait il ne peut pas atteindre. »
C'est ainsi qu'il s'oppose à tous les faux semblants de séduction artistique (ce chantage de la beauté), et considère d'abord que l'œuvre d'art n'est pas séparée de son auteur, selon la voie suivie par les surréalistes, hors de toute bienséance ou esthétisme.
Il est également l'auteur de plusieurs récits oniriques, qui tiennent à la fois de la fiction et de la poésie, comme La Double vue, le premier d'entre eux, qui reçut en 1965 « le Prix du fantastique », « que l'auteur et l'éditeur ont accepté parce que le Fantastique n'a pas de prix », précise la quatrième de couverture. Il s'agit du récit, à la première personne, de l'expérience initiatique d'un peintre, et d'une plongée dans la conscience même et le regard de l'artiste.
La collection de Robert Lebel fut dispersée aux enchères en décembre 2006.
Il est le père de Jean-Jacques Lebel.

## Œuvres

### Essais
- Courbet. Tenth Anniversary Exhibition, New York, Marie Harriman Gallery, 1940
- Les Fauves, New York, Marie Harriman Gallery, 1941
- Masque à lame, New York, Éditions Hémisphères, 1943
- Léonard de Vinci ou la fin de l'humilité, Paris, Le Soleil Noir, essai illustré, coll. « Art », 1952

Réédité en 1974 et illustré par Ipoustéguy
- Premier bilan de l'art actuel (s/d Robert Lebel), Le Soleil Noir - Positions n°3-4, 1953
- Chantage de la beauté. Petit colloque initial par André Breton, Paris, Éditions de Beaune, coll. « Les Nouveaux manifestes », 1955
- Sur Marcel Duchamp, avec des textes de Marcel Duchamp, André Breton et Henri-Pierre Roché, Paris et Londres, Éditions du Trianon, 1959.

Originellement prévu au Soleil Noir, la maquette est de Marcel Duchamp qui réalisa également celle de l'édition américaine parue chez Grove Press en 1959. Le livre fut réédité à l'identique en 1996 par le Centre Pompidou.
- Géricault, ses ambitions monumentales et l'inspiration italienne, Paris, R. Legueltel, 1961
- Anthologie des formes inventées. Un demi-siècle de sculpture, Paris, Éd. de la Galerie du Cercle, 1962
- Qu'est-ce que la critique d'art, suppl. à la revue Preuves, Paris, 1962
- L'Envers de la peinture. Mœurs et coutumes des tableauistes, Monaco, Le Rocher, 1964 (seul le tome I est paru)
- Dorothea Tanning. Peintures récentes, petites sculptures d’or, Paris, Le Point Cardinal, 1966
- Magritte. Peintures, Paris, Fernand Hazan, 1969
- Traité des passions par personne interposée, Paris, Éric Losfeld, coll. « Le Désordre », 1972
- Dada - Surréalisme avec Patrick Waldberg & Michel Sanouillet, Paris, éd. Rive Gauche, 1981
- Marcel Duchamp, Paris, Belfond, 1985
- L'Aventure surréaliste autour d'André Breton avec José Pierre, Paris, Filipacchi, 1986

### Récits
- La Double vue suivi de L'Inventeur du temps gratuit, couverture illustrée par Alberto Giacometti, avec en hors-texte « La Pendule de profil » de Marcel Duchamp, Paris, Le Soleil Noir, 1964, rééd. 1977
- L'Oiseau-caramel, couverture illustrée par Max Ernst, avec une lithographie de Erró, Paris, Le Soleil Noir, 1969
- La Saint-Charlemagne, couverture illustrée par Marx Ernst, Paris, Le Soleil Noir, 1976